# Tierra Amarilla (Chile)
Tierra Amarilla – miasto w Chile, w regionie Atakama, w prowincji Copiapo.